# Erzbistum Potenza-Muro Lucano-Marsico Nuovo
Das Erzbistum Potenza-Muro Lucano-Marsico Nuovo (lat.: Archidioecesis Potentina-Murana-Marsicensis, ital.: Arcidiocesi di Potenza-Muro Lucano-Marsico Nuovo) ist eine in Italien gelegene römisch-katholische Erzdiözese mit Sitz in Potenza.

## Geschichte
Im 5. Jahrhundert wurde das Bistum Potenza errichtet. Es war dem Erzbistum Acerenza als Suffraganbistum unterstellt. Am 27. Juni 1818 wurde dem Bistum Potenza durch Papst Pius VII. mit der Apostolischen Konstitution De utiliori das Territorium des aufgelösten Bistums Marsico Nuovo angegliedert.
Das Bistum Potenza und Marsico Nuovo wurde am 11. Februar 1973 durch Papst Paul VI. mit der Apostolischen Konstitution Cum Italicas zum Erzbistum erhoben. Am 21. August 1976 verlieh Paul VI. dem Erzbistum Potenza und Marsico Nuovo mit der Apostolischen Konstitution Quo aptius den Status eines Metropolitanbistums. Dem Erzbistum Potenza und Marsico Nuovo wurde am 30. September 1986 durch die Kongregation für die Bischöfe mit dem Dekret Instantibus votis das Bistum Muro Lucano angegliedert.

## Weblinks

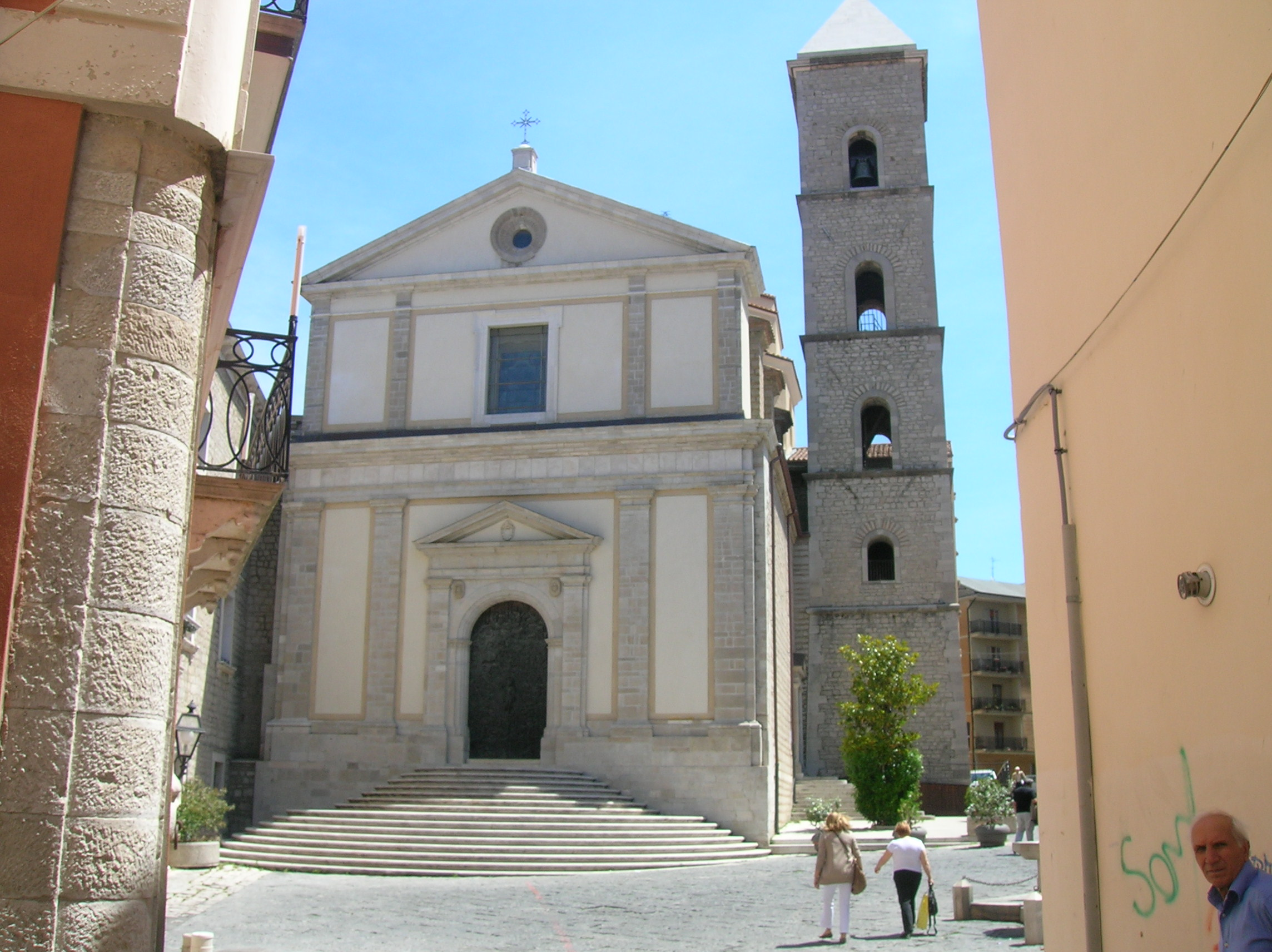
Kathedrale San Gerardo Vescovo in Potenza